# Église Saint-Jouin de Pirmil
Pour les articles homonymes, voir Saint-Jouin (homonymie).
L'église Saint-Jouin est une église catholique située à Pirmil, dans le département français de la Sarthe.

## Historique
L'église est construite au XIIe siècle, avant d'être remaniée au XVIe siècle par l'ajout de deux transepts en 1534. L'édifice est classé au titre des monuments historiques le 11 décembre 1912.

## Description
L'église Saint-Jouin, d'architecture romane, présente un décor extérieur très sobre en dehors des contreforts. La nef et le chœur sont contemporains de la nef principale de la cathédrale Saint-Julien du Mans, et présentent des voûtes Plantagenêt semblables à celles de la cathédrale. L'église présente une belle collection de tableaux du XVIIe siècle réalisés par le peintre Beaudoux.